# Lucienne Tostain
Lucienne Tostain, née Bouin le 11 juillet 1907 à Marseille et morte le 16 octobre 1990 dans la même ville, est une athlète française.

## Carrière
Lucienne Tostain remporte le titre sur 1 000 mètres aux Championnats de France d'athlétisme 1929 à Saint-Maur-des-Fossés. Elle est ensuite sacrée championne de France de cross en 1930 à Paris.